# 戦時利得税
戦時利得税（せんじりとくぜい）とは、1918年3月23日公布の戦時利得税法に基づいて課された直接国税のこと。
第一次世界大戦で生まれた成金と呼ばれる人々をターゲットにしており、参戦に伴う臨時の経費を補填するために設けられた。
開戦前2年間の平均所得と比較してその120 %を超える分について、法人には20 %、個人には15 %の課税を行った。これは成金に対する社会の不満を鎮めることも目的としていた。2年間で2億9千万円の税収があったが、第一次世界大戦の終結によって1919年に廃止された。
同様の税金はイギリスとアメリカにもあり超過利得税（英:   excess profit tax）と呼ばれた。
イギリスでは戦前の通常収益を上回る分の50%に対して超過利得税が課された。税率は 1917年に80%に引き上げられた。
アメリカでは1917年に制定され、戦前の利益を超えるすべての企業の利益 (ただし投下資本の 7 パーセント以上、または 9 パーセントを超えたもの) に対して税率が20～60%まで段階的に設定された。